# STS-6
STS-6 byla mise amerického raketoplánu a vůbec první let Challengeru. Cílem letu bylo vypuštění telekomunikační družice TDRS-A a první výstup do otevřeného prostoru ve skafandru z raketoplánu.

## Posádka
- Paul J. Weitz (2), velitel
- Karol J. Bobko (1), pilot
- Donald H. Peterson (1), letový specialista 1
- Franklin S. Musgrave (1), letový specialista 2

(v závorkách je uveden dosavadní počet letů do vesmíru včetně této mise)

## Příprava na start
Raketoplán Challenger vyrobila továrna koncernu Rockwell International a dokončený byl v létě roku 1982. Po skončení výroby byl přemístěný nejdříve na základnu Edwards AFB, odtud přeletěl na hřbetu Boeingu 747-SCA na Kennedyho vesmírné středisko (KSC), kde se v hangáru OPF podrobil předletovým kontrolám. Po statických zkouškách a dopravě na KSC mohly být do orbiteru namontované i motory SSME s výrobními čísly 2011, 2012 a 2015.
V raketové montážní hale Vehicle Assembly Building došlo 23. listopadu 1982 ke smontování celé startovací soupravy, to když se orbiter Challenger připojil k vnější palivové nádrži ET, spojené se startovacími motory SRB. Potom byla celá sestava na pohyblivém vypouštěcím zařízení MLP převezená na startovací rampu 39A. Při této misi byl poprvé použitý nový typ nádrže ET (výr. č. LWT-1), která byla o 4700 kg lehčí než starší model používaný do té doby při předcházejících letech Columbie.
Dne 18. prosince proběhla zkouška zážehu motorů SSME. Během zkoušky ukázaly kontrolní přístroje v motorovém prostoru zvýšenou koncentraci plynného vodíku, třikrát převyšující povolenou hranici. Dne 25. ledna byl zkušební zážeh zopakovaný a nějaký čas po něm se technikům konečně podařilo odhalit trhlinu, kterou vodík unikal. 2 cm dlouhá vlasová trhlina se nacházela ve sběrném potrubí vodíku, chladicího spalovací komoru motoru č.1 s výrobním číslem 2011. Poškozený motor měl být nahrazený záložním motorem s výrobním číslem 2016, ale u toho se objevila netěsnost v tepelném výměníku. Proto byl motor 2011 nahrazený motorem 2017, určeným původně pro Columbii. Byly však objevené netěsnosti na rourkách přivážejících plynný vodík do zážehové komory i na ostatních dvou motorech, proto byly vymontované i tyto poškozené rourky. Další prověrky těsnosti už proběhly bez závad.
Tím se však zdržely další předstartovní přípravy. Družice TDRS-A musela být během druhého zkušebního zážehu vrácena do montážní budovy VPF a do nákladového prostoru raketoplánu se dostala až 22. února. Koncem února však Cape Canaveral zasáhla větrná bouřka, která měla za následek znečištění povrchu družice, takže bylo potřeba ji vyložit, vyčistit a poté znovu uložit do nákladového prostoru. Datum startu Challengeru byl stanovený na 4. duben ve 13:30 místního času. Další předstartovní přípravy však už probíhaly bez problémů a 31. března bylo zahájené odpočítávání v čase T-93 hodin. Podle vyjádření všech zúčastněných to bylo nejhladší odpočítávání z dosavadních pilotovaných letů v průběhu 20 let americké kosmonautiky.

## Průběh letu

### Start
Start se uskutečnil 4. dubna ve 13:30 východoamerického času (18.30 UT). Startovací hmotnost sestavy byla 2 036 856 kg, což bylo více, než při kterékoliv předcházející misi. Start probíhal bez problémů, ale v důsledku protivětru měl Challenger v čase T+62 sekund o něco menší výšku, než předpokládal plán. K odhození motorů SRB proto došlo téměř o 1 km níže. Ze stejného důvodu došlo k vypojení hlavních motorů v čase T + 482 sekund, o dvě sekundy dříve oproti plánu a též úhybný manévr po odpojení nádrže ET se zdržel o půl minuty. Po manévru OMS-1 se stroj dostal na oběžnou dráhu s výškou 93 až 285 km, a se sklonem k rovníku 28,5°. Druhý manévr motorů OMS v čase T+44 min dostal raketoplán na téměř kruhovou dráhu ve výšce 285 km nad povrchem Země.

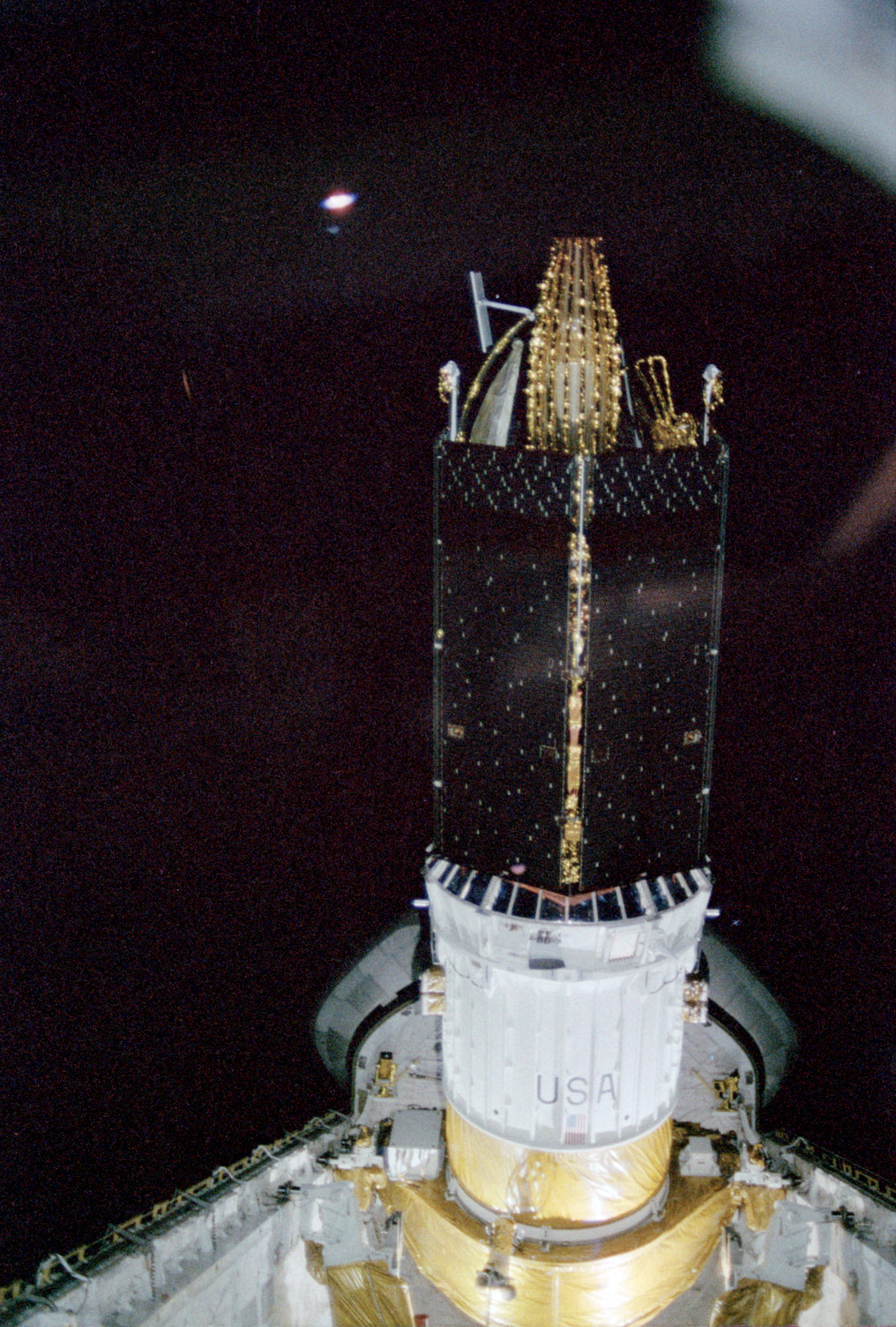
Družice i s urychlovacím stupněm vyklopená z nákladového prostoru raketoplánu

### Operace na oběžné dráze
Po otevření nákladového prostoru astronauti začali přípravy na vypuštění družice TDRS-A. Spojovací prstenec byl natočen tak, že družice i se svým urychlovacím raketovým stupněm IUS mířila do kosmického prostoru pod úhlem 29° vzhledem k pozdější ose raketoplánu. Po přepojení IUS na vlastní baterie byl vypouštěcí prstenec vytočený úplně, takže svíral s Challengerem úhel 59°. K vypuštění družice z nákladového prostoru Challengeru došlo pomocí pružin umístěných v prstenci v čase 10:02 GET.
O osmnáct minut později vykonal Challenger úhybný manévr a v 10:57 GET zažehl na 151 sekund motory první stupeň IUS. Po něm se TDRS-1 dostala na přechodnou eliptickou dráhu. V 16:16 GET po odhození prvního stupně se zapálil druhý stupeň. Během tohoto manévru se na dokumentačních snímcích objevil anomální chvost.
Zároveň došlo k výpadku telemetrie raketového stupně i družice. TDRS-1 se z neznámých příčin ocitla v havarijní situaci. Sedm minut po havárii zachytilo White Sands útržky z telemetrie, které se ale po vyslání signálu k odpojení IUS od družice, zase ztratily. Družice nekontrolovatelně rotovala, ale po opakovaném vysílání signálu ke stabilizaci a odpojení se její rotace zpomalila a nakonec zastavila. Později byla obnovena i telemetrie. Družice byla přesto na nižší dráze, než se původně plánovalo (21 786 km až 35 317 km namísto plánovaných 35 940 km). Díky vlastním zásobám pohonných hmot však družice nakonec dosáhla stanovené orbity.

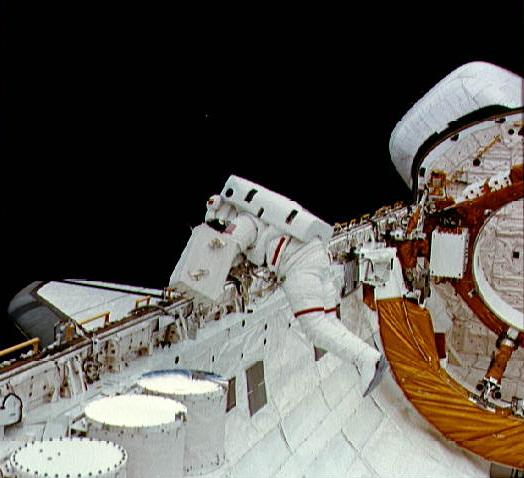
EVA-1: První výstup do otevřeného prostoru z raketoplánu

Posádka raketoplánu se během druhého a třetího dne letu věnovala experimentům v mikrogravitaci a třetí den se soustředila na výstup do otevřeného prostoru. Vycházky se zúčastnili Donald Peterson a Franklin Musgrave, kteří strávili během čtvrtého dne letu tři hodiny v přechodové komoře. Tam vdechovali čistý kyslík. Ve 20:10 UT oba astronauti vystoupili do otevřeného prostoru připoutáni bezpečnostními lany. Výstup trval téměř 4 hodiny a proběhl bez větších problémů. Peterson a Musgrave během něj nejdřív prohlédli motory SSME a vyzkoušeli mechanický kladkostroj pro ruční uvedení vypouštěcího prstence zpět do výchozí polohy. Poté testovali navíjení lana a odzkoušeli nářadí, určené pro montáže a opravy v kosmickém prostoru.
Před přistáním došlo k výpadku jednoho z počítačů GPC-2, který musel být programově vyměněn s počítačem GPC-4.

### Přistání
Challenger byl otočený motory OMS do směru letu a nad Indickým oceánem proběhl brzdící manévr. V 18:18 UT stroj vstoupil do atmosféry ve výšce 121 km. Raketoplán dosedl na dráhu 22 Edwardsovy letecké základny v 18:53:42 UTC. Zastavil se po dojezdu dlouhém 2190 metrů. V poslední fázi přistávání byl problémem vítr, dosahující rychlosti až 40 km/h. Proto pilot ve výšce 760 metrů ručně zasunul aerodynamickou brzdu.